# Beast Wars
Beast Wars é uma série de animação, produzida pela Mainframe Entertainment, para divulgar a linha de bonecos Transformers, da Hasbro. A série teve sua estréia em 1996 nos Estados Unidos. A série se passa no futuro da franquia "original" dos Transformers da década de 80, após os eventos de Transformers, e apresenta os Maximals e Predacons, descendentes dos Autobots e Decepticons, respectivamente, ou seja os personagens são literalmente uma segunda geração de Transformers, não releituras dos personagens antigos.
No Brasil, a série foi exibida pelo Cartoon Network, estreando em 1º de novembro de 1999. Foi transmitido também pela Record e pela HBO.